# Station Castricum
Station Castricum is het spoorwegstation aan de Staatslijn K (Den Helder - Amsterdam) in het Noord-Hollandse Castricum. Het station werd geopend op 1 mei 1867. Het huidige stationsgebouw stamt uit 2021. Tussen 1914 en 1938 kende het station een tramlijn Castricum - Bakkum.
Het station ligt slechts enkele honderden meters van het Noordhollands Duinreservaat en is daarom ook in gebruik bij wandelaars. Het station heeft geen poortjes maar OV-paaltjes.

## Treinen
| Serie | Treinsoort     | Route | Bijzonderheden |
| ----- | -------------- | --- | --- |
| 2700  | Intercity (NS) | Maastricht – Sittard – Roermond – Weert – Eindhoven Centraal – 's-Hertogenbosch – Utrecht Centraal – Amsterdam Centraal – Castricum – Alkmaar – (Den Helder)              | Rijdt van maandag t/m donderdag tot 20:00 uur tussen Alkmaar en Maastricht. Rijdt op vrijdag en in het weekend enkel tussen Alkmaar en Amsterdam Centraal. Tijdens de spits rijden 2 ritten in spitsrichting door van/naar Den Helder. Rijdt niet 's avonds na 20:00. Wordt na 20:00 uur, op vrijdag en in het weekend tussen Amsterdam Centraal en Maastricht vervangen door intercity 2900. |
| 3000  | Intercity (NS) | Nijmegen – Arnhem Centraal – Ede-Wageningen – Veenendaal-De Klomp – Driebergen-Zeist – Utrecht Centraal – Amsterdam Centraal – Zaandam – Castricum – Alkmaar – Den Helder | Veenendaal-De Klomp wordt alleen na 19:00 bediend door deze serie. |
| 3400  | Intercity (NS) | Haarlem – Beverwijk – Castricum – Alkmaar | Rijdt alleen in de spits in de spitsrichting. Rijdt niet op vrijdag. |
| 4800  | Sprinter (NS)  | Amsterdam Centraal – Haarlem – Castricum – Alkmaar – Hoorn | Rijdt vanaf 20:00 uur één keer per uur tussen Alkmaar en Hoorn. |

## Overig openbaar vervoer
Naast het station van Castricum is een klein busstation gerealiseerd. De opdrachtgever van het vervoer rond Castricum is de provincie Noord-Holland. Castricum valt dan ook onder het concessiegebied "Noord-Holland Noord", maar één lijn valt onder Haarlem/IJmond. De volgende buslijnen doen station Castricum aan:
| Concessiegebied     | Lijn | Bestemming                | Via                                     | Bijzonderheden |
| ------------------- | ---- | ------------------------- | --------------------------------------- | -------------- |
| Connexxion          |      |                           |                                         |                |
| Haarlem / IJmond    | 73   | Haarlem Schalkwijk        | Heemskerk, Beverwijk, Haarlem (station) |                |
| Noord-Holland Noord | 164  | Egmond aan Zee Busstation | Bakkum, Egmond-Binnen                   | Spitslijn      |
| Noord-Holland Noord | 167  | Alkmaar Station           | Limmen, Heiloo                          |                |
| Noord-Holland Noord | 868  | Castricum aan Zee         | Bakkum                                  | Zomerlijn      |

## Voorzieningen
- Kiosk
- Twee wc’s
- Een fietsenstalling met OV-fietsen
- Een bloemenwinkel

## Ontwikkeling aantal reizigers
Het aantal door NS vervoerde reizigers (per gemiddelde werkdag) ontwikkelde zich sedert 2019 als volgt:
| Jaar | Aantal reizigers |
| ---- | ---------------- |
| 2019 | 9.491            |
| 2020 | 4.398            |
| 2021 | 4.522            |
| 2022 | 6.510            |
| 2023 | 6.204            |
| 2024 | 6.458            |

## Afbeeldingen

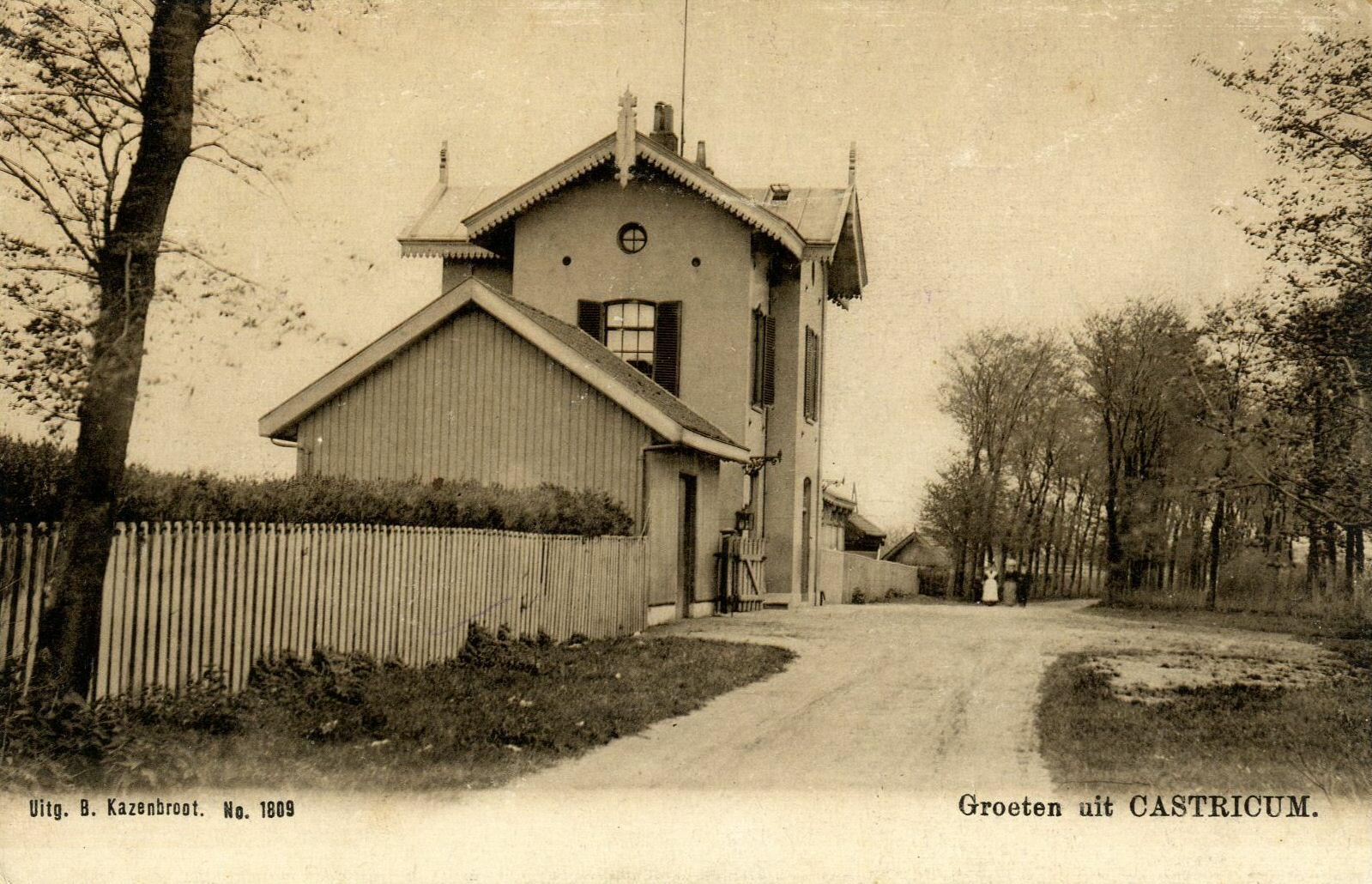
Het oude stationsgebouw in het begin van de 20e eeuw
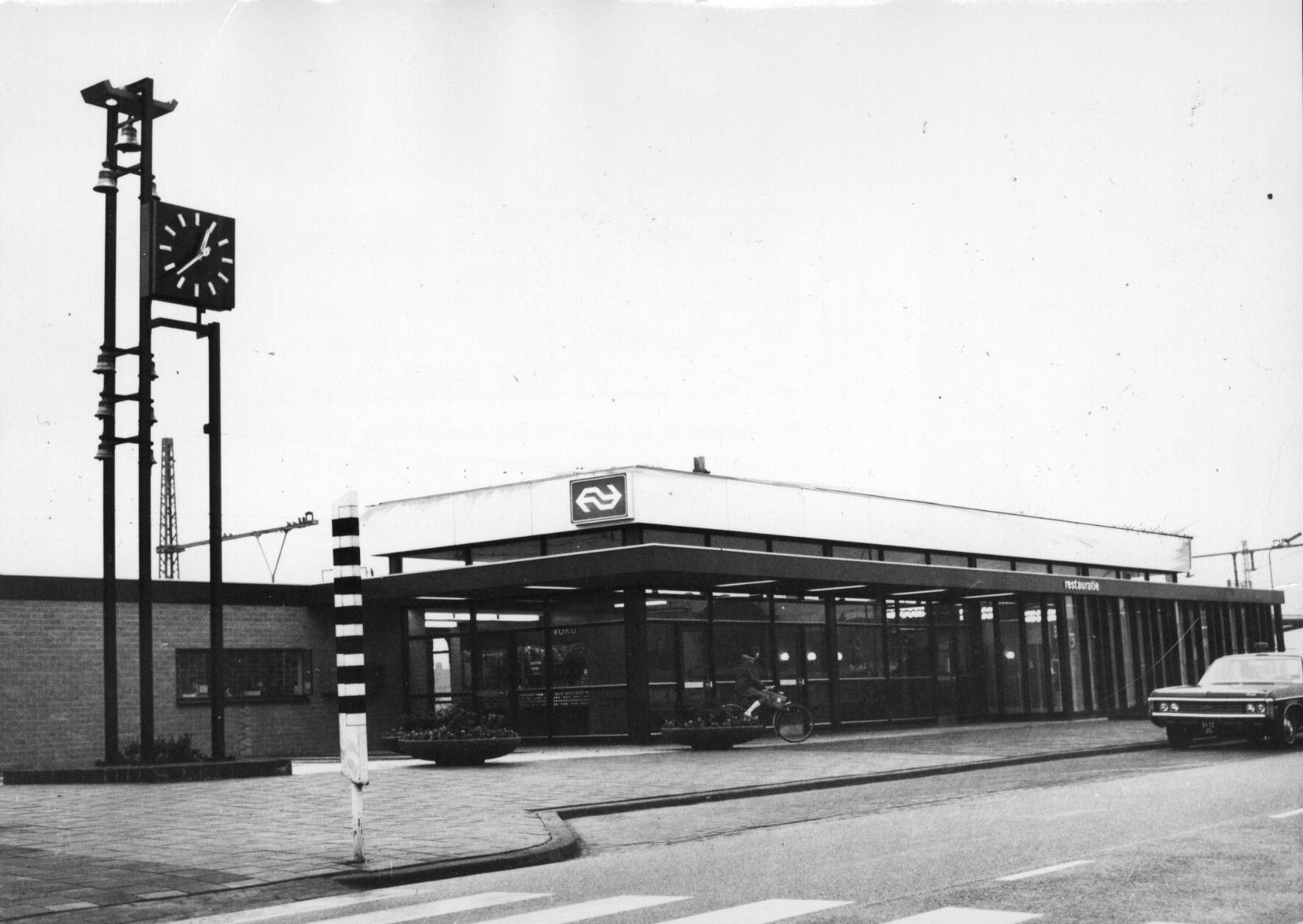
Het tweede stationsgebouw in 1969
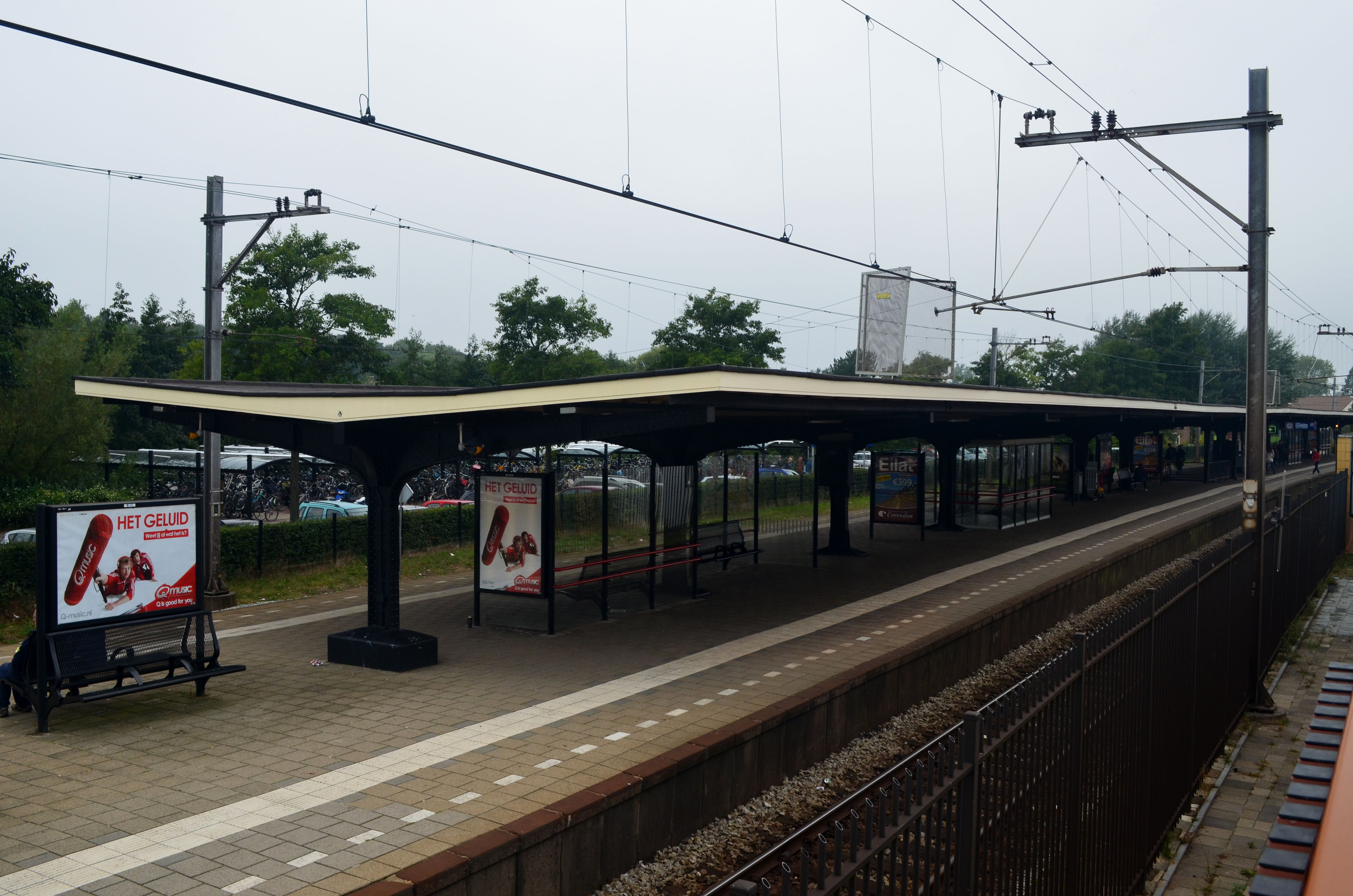
Perron (2013)
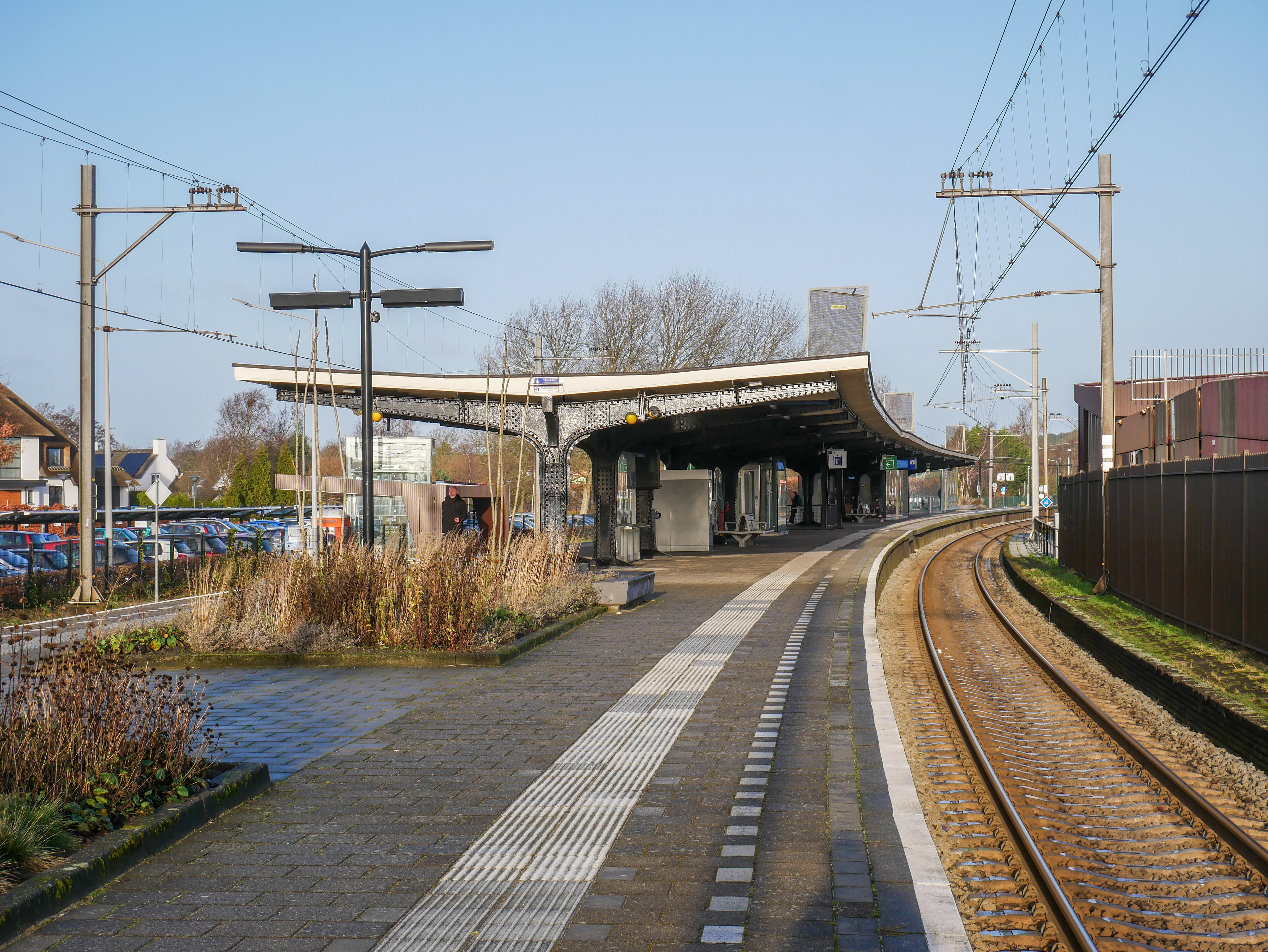
Perron (2022)
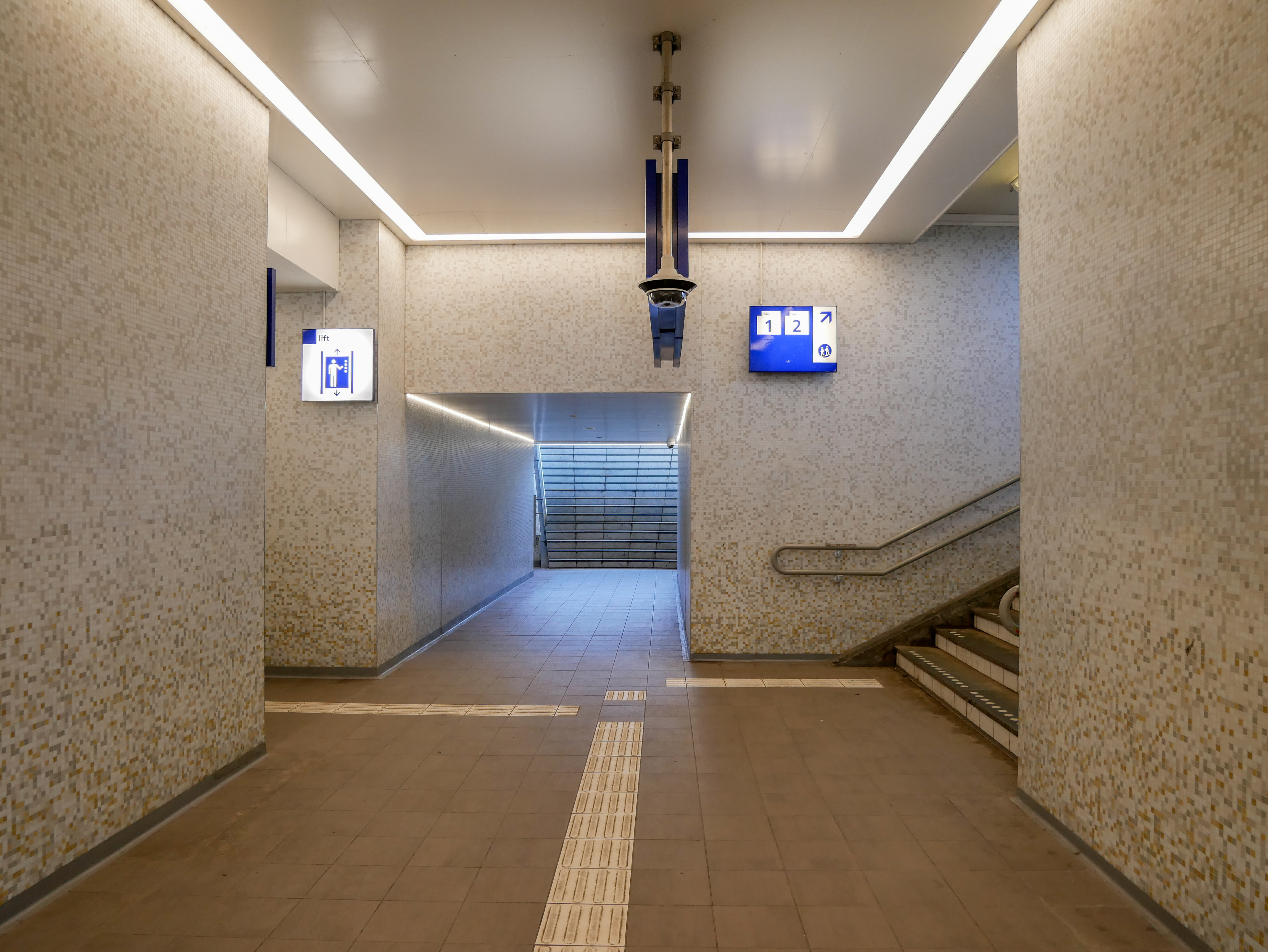
Tunnel naar het perron
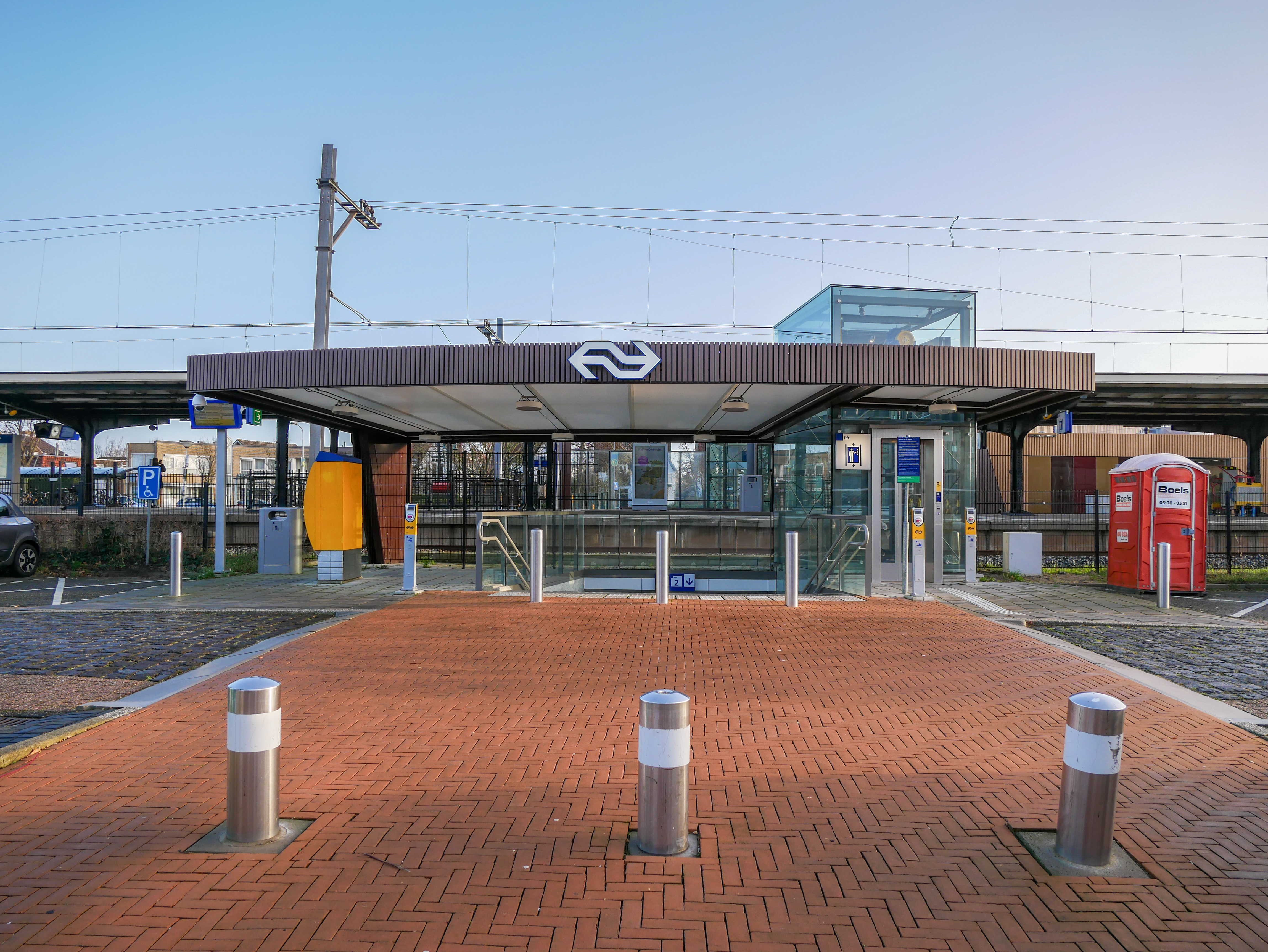
Westelijke ingang